# أفيس تاكر
أفيس تاكر (بالإنجليزية: Avis Tucker)‏ هي ناشرة أمريكية، ولدت في 1915، وتوفيت في 17 ديسمبر 2010.